# نوب نفر
النوب نفر أو نقود تاخوس: هي عملة فرعونية تم صكها عام 350 قبل الميلاد باسم الملك أو الفرعون المصري (تيوس ويطلق عليه أيضًا اسم تاخوس).

## معلومات تاريخية
لم تضرب النقود في مصر طوال العصر الفرعونى إلا في عهد الأسرة الثلاثين، فقد بقيت الحضارة المصرية متمسكة بتقاليدها العريقة في اتباع نظام المقايضة بالحبوب والبيض والماشية والمنتجات اليدوية وخلافه، ولكن تحت ضغط الظروف السياسية تم صك العملة باسم الملك أو الفرعون المصرى «تاخوس» وتحديدا عام 350 ق.م، وكانت تسمى هذه العملة بـ«النوب نفر» وتعنى الذهب الجيد أو الخالص وهي تعد من العملات النادرة جدًا حيث يوجد منها حوالي عشرين قطعة فقط على مستوى العالم، وهي العملات الوحيدة التي تم اكتشافها حتى الآن وتحمل كتابات مصرية قديمة، حيث كان الملك تاخوس قد جلب عددًا من الجنود المرتزقة من اليونان لمحاربة الفرس الذين جاؤوا لاحتلال مصر مما دعا الحكومة المصرية لأن تضرب النقود لدفع أجور هؤلاء الجنود دون أن يتم التعامل بها على المستوى الشعبى، وفي عهد الأسكندر الأكبر استخدم المصريون النقود في تعاملاتهم اليومية لأول مرة في التاريخ وكانت العملة في ذلك الوقت تحمل صورة الإسكندر بعد تأليهه.